# Noirlieu (Deux-Sèvres)
Pour les articles homonymes, voir Noirlieu (homonymie).
Noirlieu est une ancienne commune française située dans le département des Deux-Sèvres et la région Nouvelle-Aquitaine. Elle est associée à la commune de Bressuire depuis 1973. Le 28 mars 2013, elle est transformée en commune déléguée.

## Géographie
Le village est traversé par les routes D148 et D159.

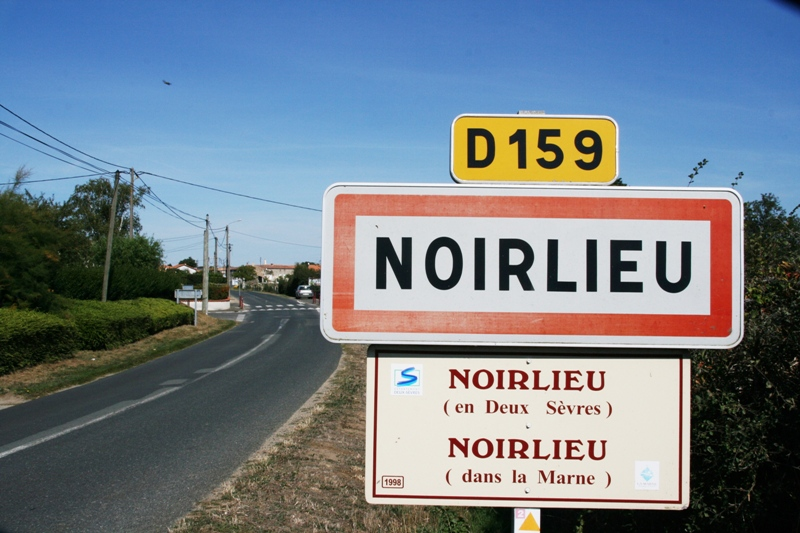
Entrée du village.

## Toponymie
Anciennes mentions : Nerluc (1285), Ecclesia de Nigro Loco (1300), Noirlieu (1470), Nerlu (1601), St-Germain de Noirlieu (1648), Nerlieu et Nerleu (1676-1677).

## Histoire
La châtellenie de Noirlieu relevait du marquisat de Montaigu ; ce village dépendait du doyenné de Bressuire, de la sénéchaussée de Poitiers et de l’élection de Thouars.
Le 1er janvier 1973, la commune de Noirlieu est rattachée à celle de Bressuire sous le régime de la fusion-association. Le 28 mars 2013, elle est transformée en commune déléguée.

## Politique et administration
| Période                                  | Période | Identité       | Étiquette | Qualité |
| ---------------------------------------- | ------- | -------------- | --------- | ------- |
| ?                                        | 2008    | Claudy Paineau |           |         |
| 2008                                     | 2020    | Maguy Dubray   |           |         |
| Les données manquantes sont à compléter. |         |                |           |         |

## Démographie
| 1793 | 1800 | 1806 | 1821 | 1831 | 1836 | 1841 | 1846 | 1851 |
| ---- | ---- | ---- | ---- | ---- | ---- | ---- | ---- | ---- |
| 303  | 175  | 276  | 316  | 295  | 296  | 315  | 335  | 332  |

| 1856 | 1861 | 1866 | 1872 | 1876 | 1881 | 1886 | 1891 | 1896 |
| ---- | ---- | ---- | ---- | ---- | ---- | ---- | ---- | ---- |
| 312  | 326  | 354  | 358  | 407  | 442  | 503  | 504  | 488  |

| 1901 | 1906 | 1911 | 1921 | 1926 | 1931 | 1936 | 1946 | 1954 |
| ---- | ---- | ---- | ---- | ---- | ---- | ---- | ---- | ---- |
| 447  | 454  | 455  | 419  | 410  | 416  | 420  | 386  | 374  |

| 1962 | 1968 | - | - | - | - | - | - | - |
| ---- | ---- | - | - | - | - | - | - | - |
| 337  | 311  | - | - | - | - | - | - | - |

## Lieux et monuments
- L'ancien château, en partie démoli, construit entre 1565-1575 et 1604, avec des communs du XVIIe siècle. Il a été inscrit MH par deux arrêtés du 18 avril 1995 et du 26 septembre 1995[6]
- L'église Saint-Germain (XIIe et XIXe siècles)[7], ornée de quatre verrières réalisées en 1922 par les ateliers Lorin, alors dirigés par Charles Lorin[8]